# French Championships 1963
Turniej tenisowy French Championships, dziś znany jako wielkoszlemowy French Open, rozegrano w 1963 roku w dniach 13 - 26 maja, na kortach im. Rolanda Garrosa w Paryżu.

## Zwycięzcy

### Gra pojedyncza mężczyzn
Roy Emerson -  Pierre Darmon 3-6, 6-1, 6-4, 6-4

### Gra pojedyncza kobiet
Lesley Turner -  Ann Jones 2-6, 6-3, 7-5